# Trancoso
Trancoso (tɾɐ̃'kozu) è un comune portoghese di 10 889 abitanti situato nel distretto di Guarda.
Con il suo castello ebbe un ruolo importante nella storia del Portogallo, facendo parte della linea difensiva creata per far fronte alle lotte con la Spagna. Qui nel 1282 fu celebrato il matrimonio fra Dionigi del Portogallo e Isabella d'Aragona. Il centro è racchiuso entro poderose mura merlate iniziate nel XII secolo e poi successivamente rafforzate con torri, ed è composto da case di granito scuro del sec. XVI, chiese dei secoli XVI-XVIII e un pelourinho sormontato da gabbia, sfera armillare e croce.

## Società

### Evoluzione demografica
| Popolazione di Trancoso (1801 – 2004) | Popolazione di Trancoso (1801 – 2004) | Popolazione di Trancoso (1801 – 2004) | Popolazione di Trancoso (1801 – 2004) | Popolazione di Trancoso (1801 – 2004) | Popolazione di Trancoso (1801 – 2004) | Popolazione di Trancoso (1801 – 2004) | Popolazione di Trancoso (1801 – 2004) | Popolazione di Trancoso (1801 – 2004) |
| ------------------------------------- | ------------------------------------- | ------------------------------------- | ------------------------------------- | ------------------------------------- | ------------------------------------- | ------------------------------------- | ------------------------------------- | ------------------------------------- |
| 1801                                  | 1849                                  | 1900                                  | 1930                                  | 1960                                  | 1981                                  | 1991                                  | 2001                                  | 2004                                  |
| 10349                                 | 13910                                 | 17966                                 | 17602                                 | 18224                                 | 13099                                 | 11484                                 | 10889                                 | 10639                                 |

## Suddivisioni amministrative
Dal 2013 il concelho (o município, nel senso di circoscrizione territoriale-amministrativa) di Trancoso è suddiviso in 21 freguesias principali (letteralmente, parrocchie).

### Freguesias
1. Freches: Freches, Torres
2. Torre do Terrenho: Torre do Terrenho, Sebadelhe da Serra, Terrenho
3. São Pedro: São Pedro, Santa Maria, Souto Maior
4. Vale do Seixo: Vale do Seixo, Vila Garcia
5. Vila Franca das Naves: Vila Franca das Naves, Feital

Trancoso
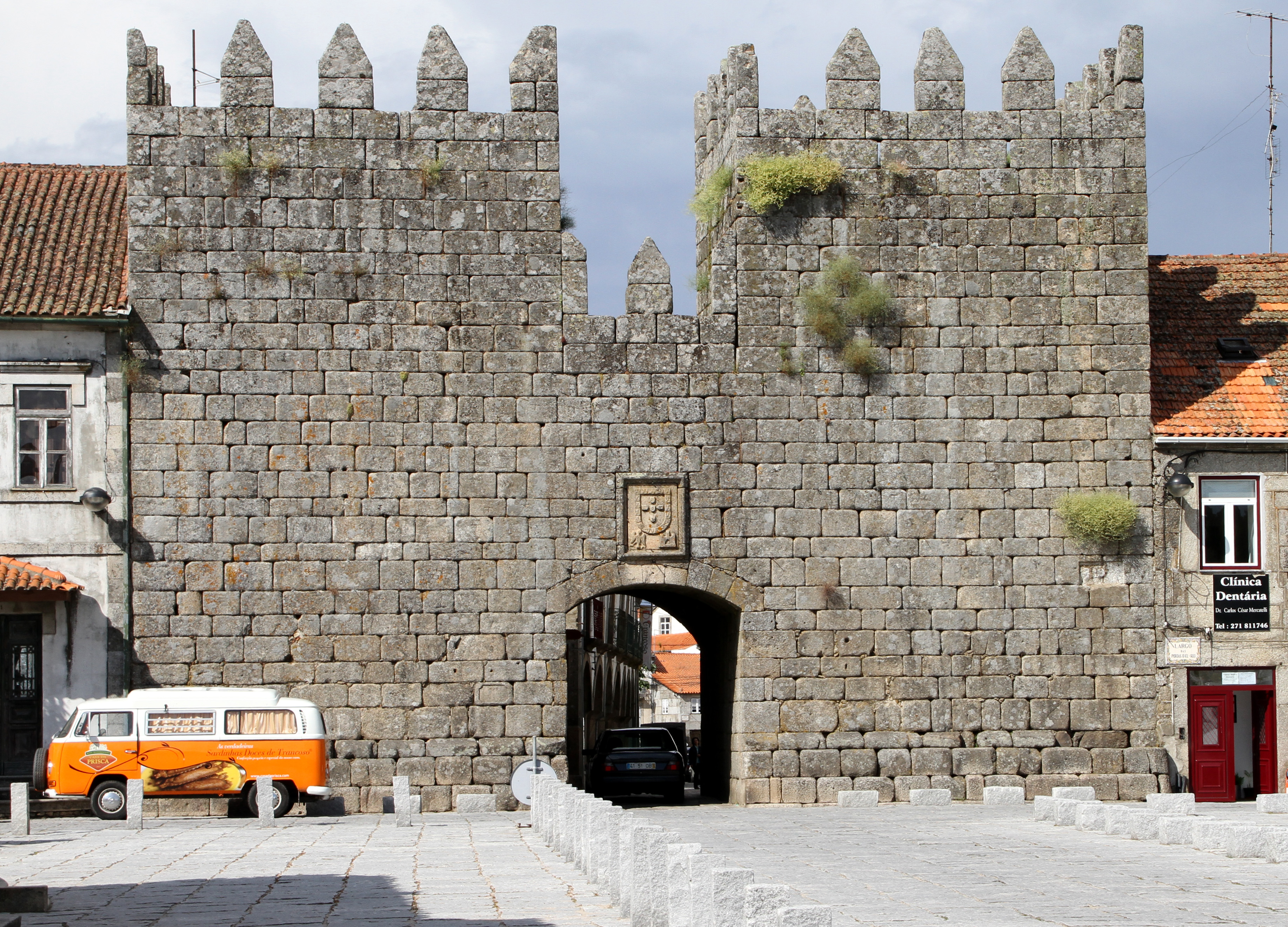
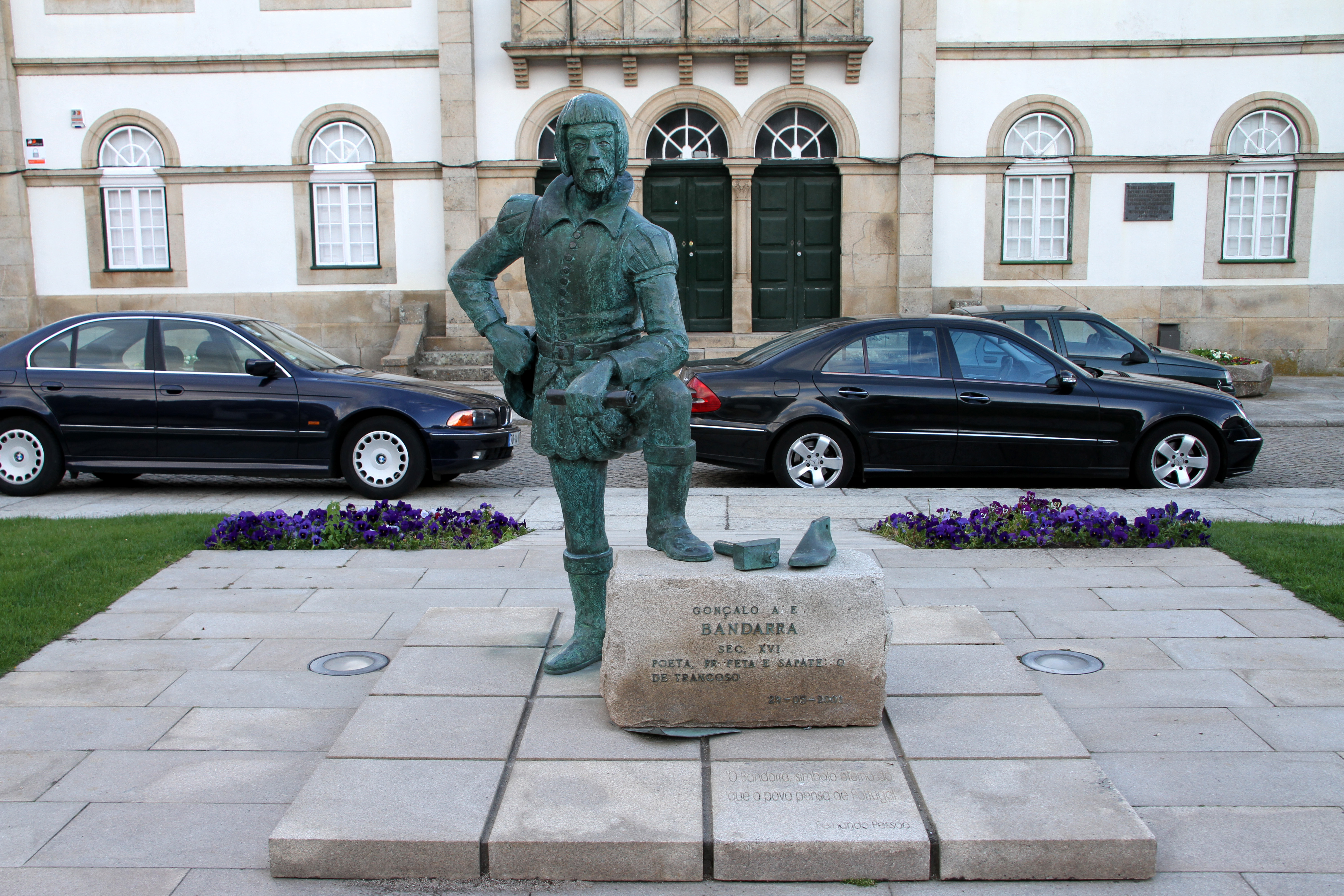
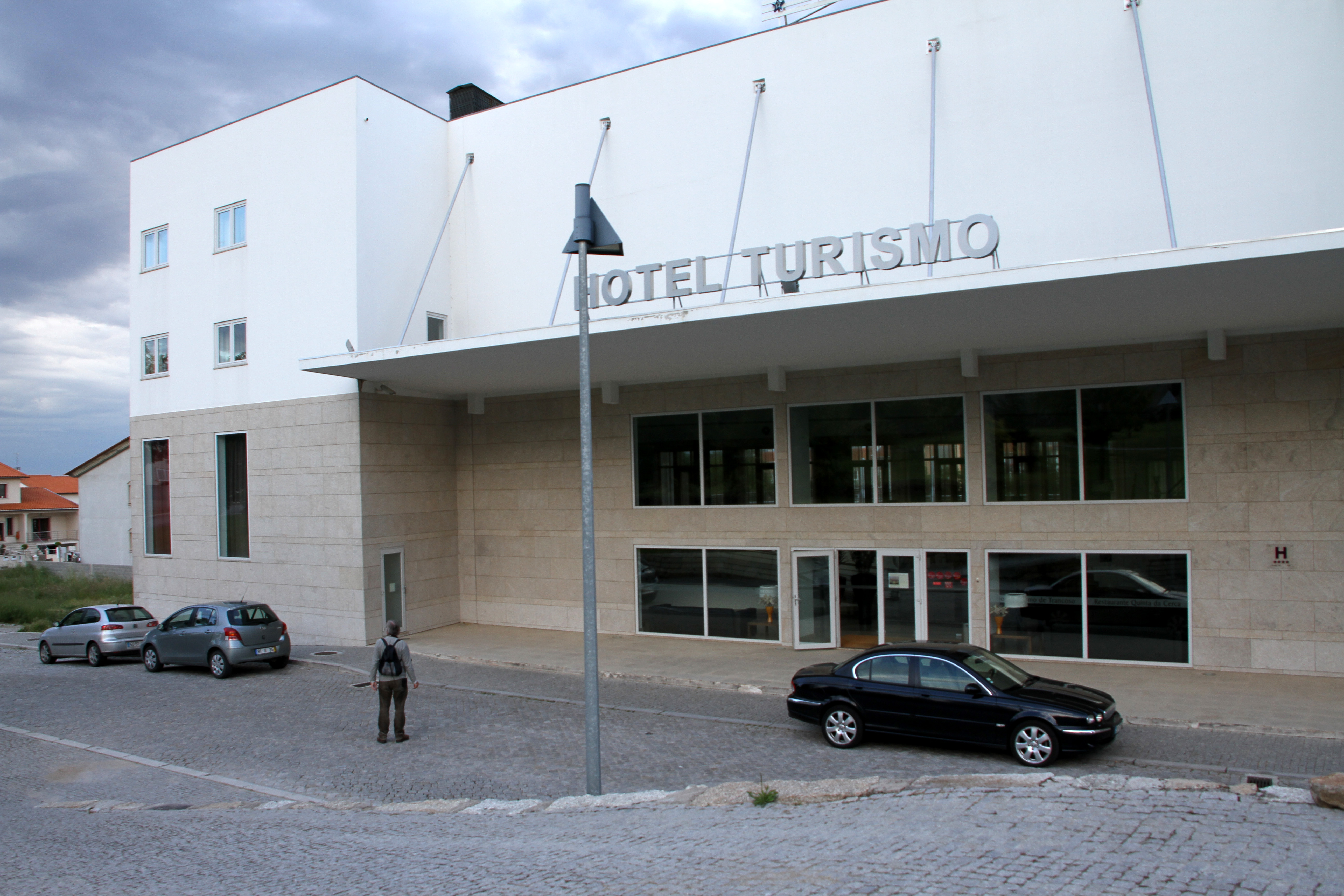
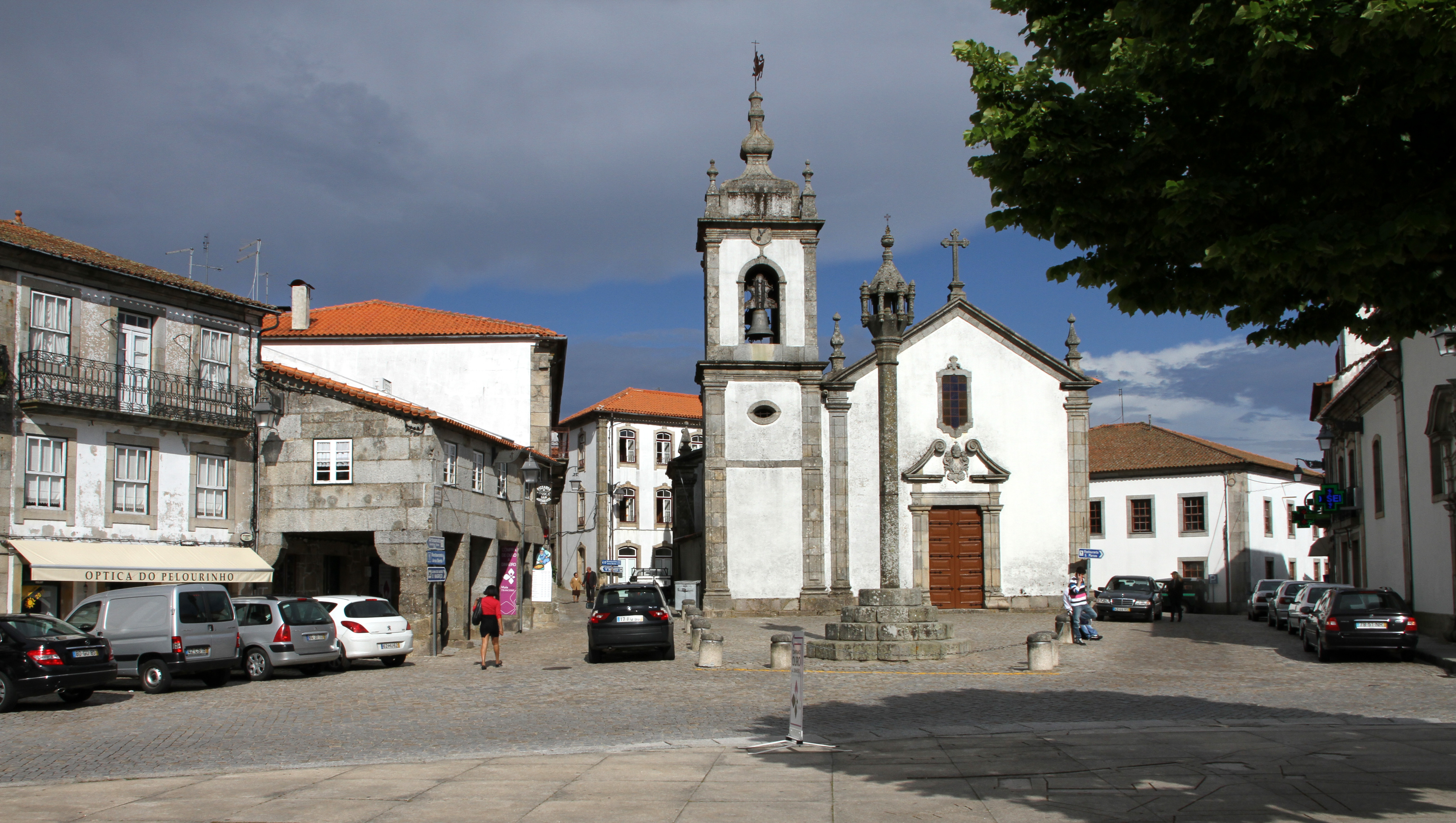
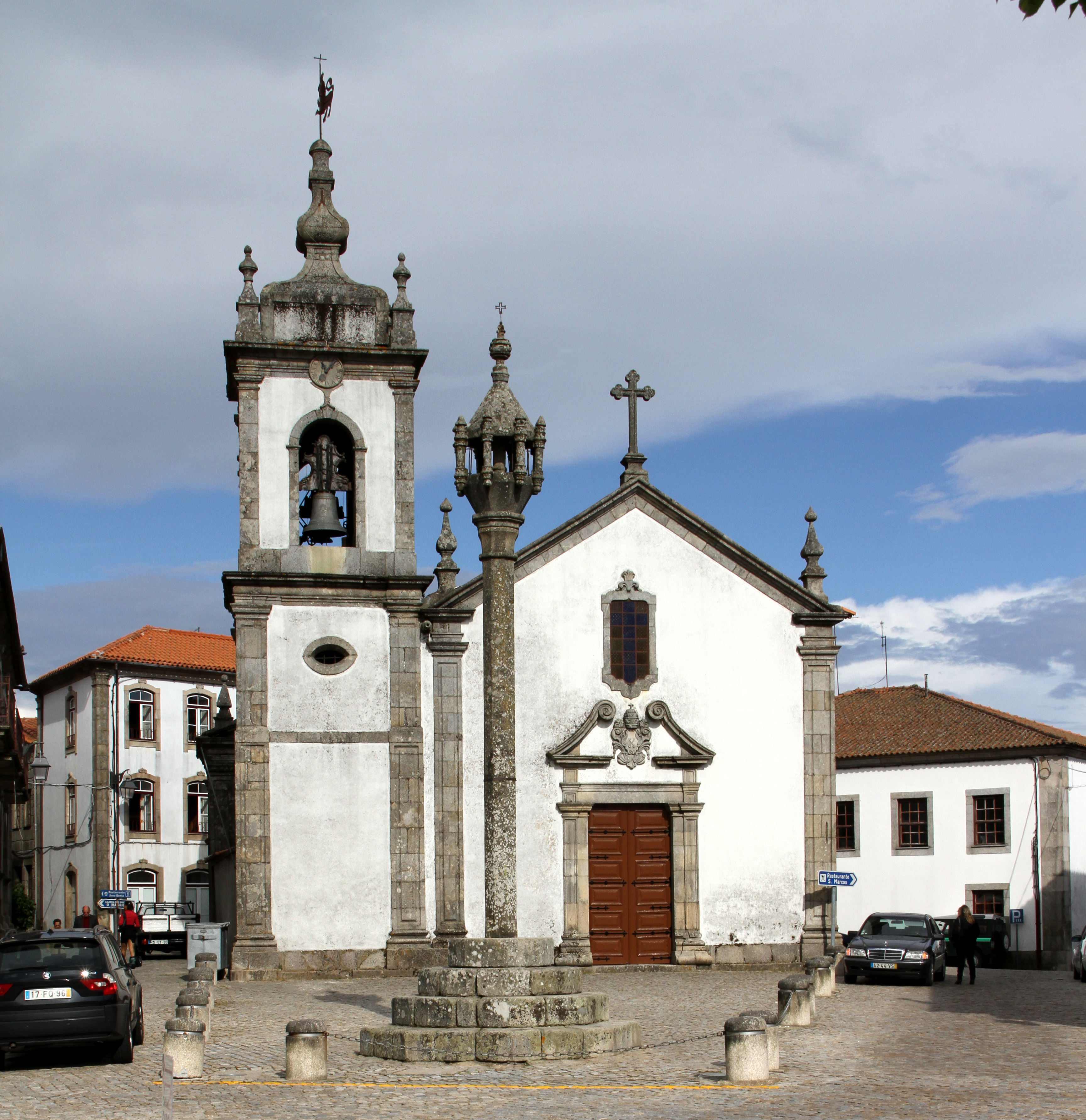
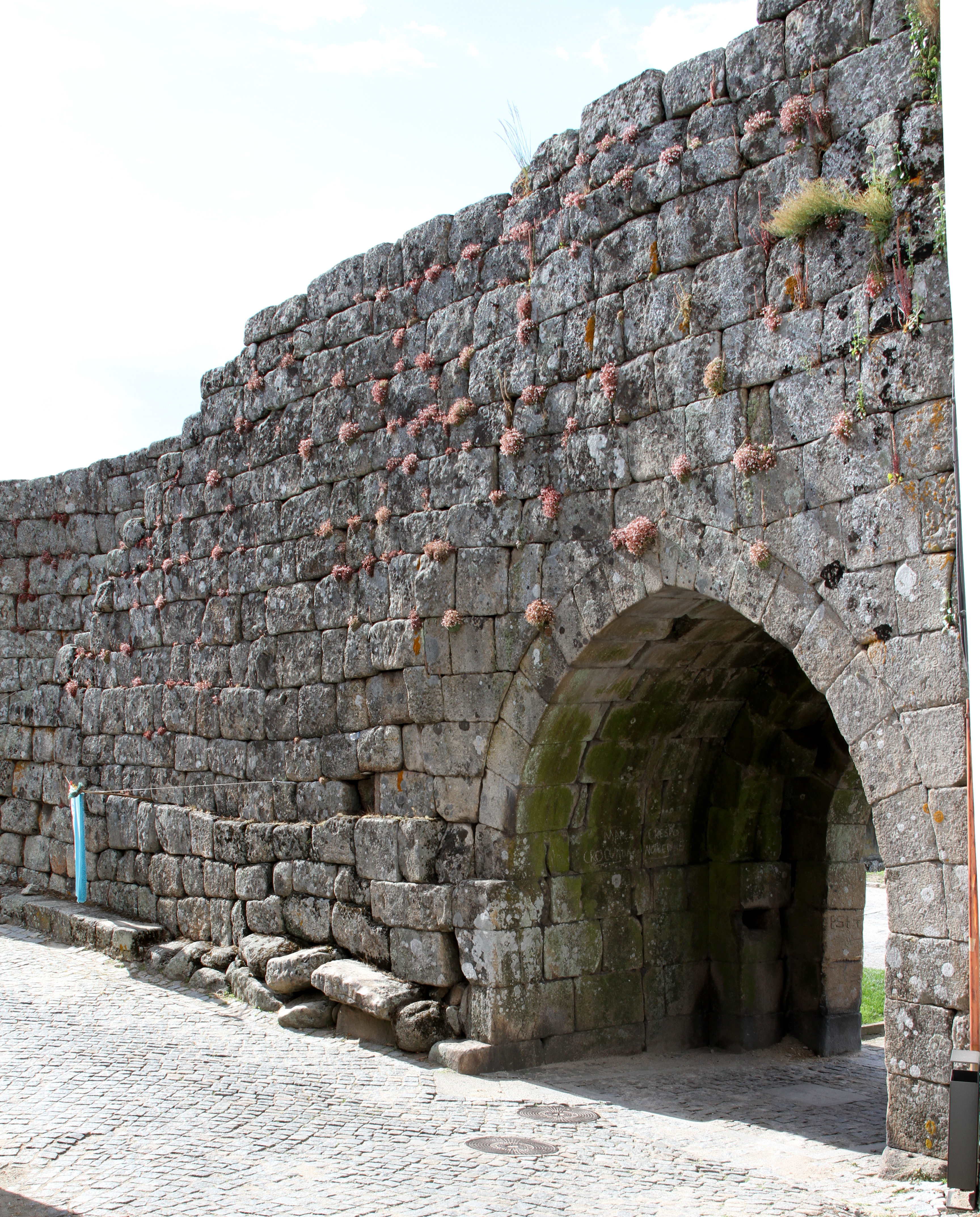
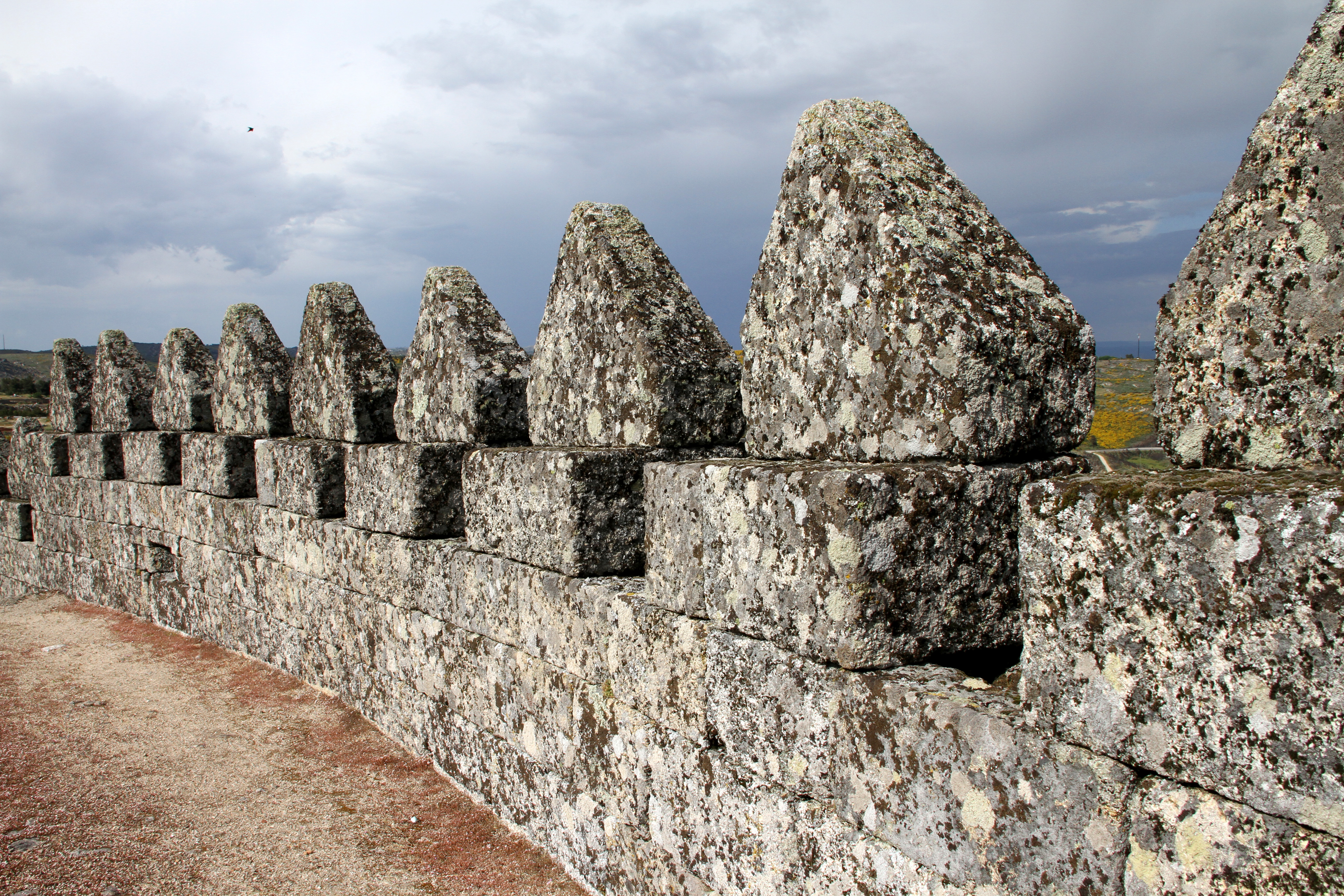
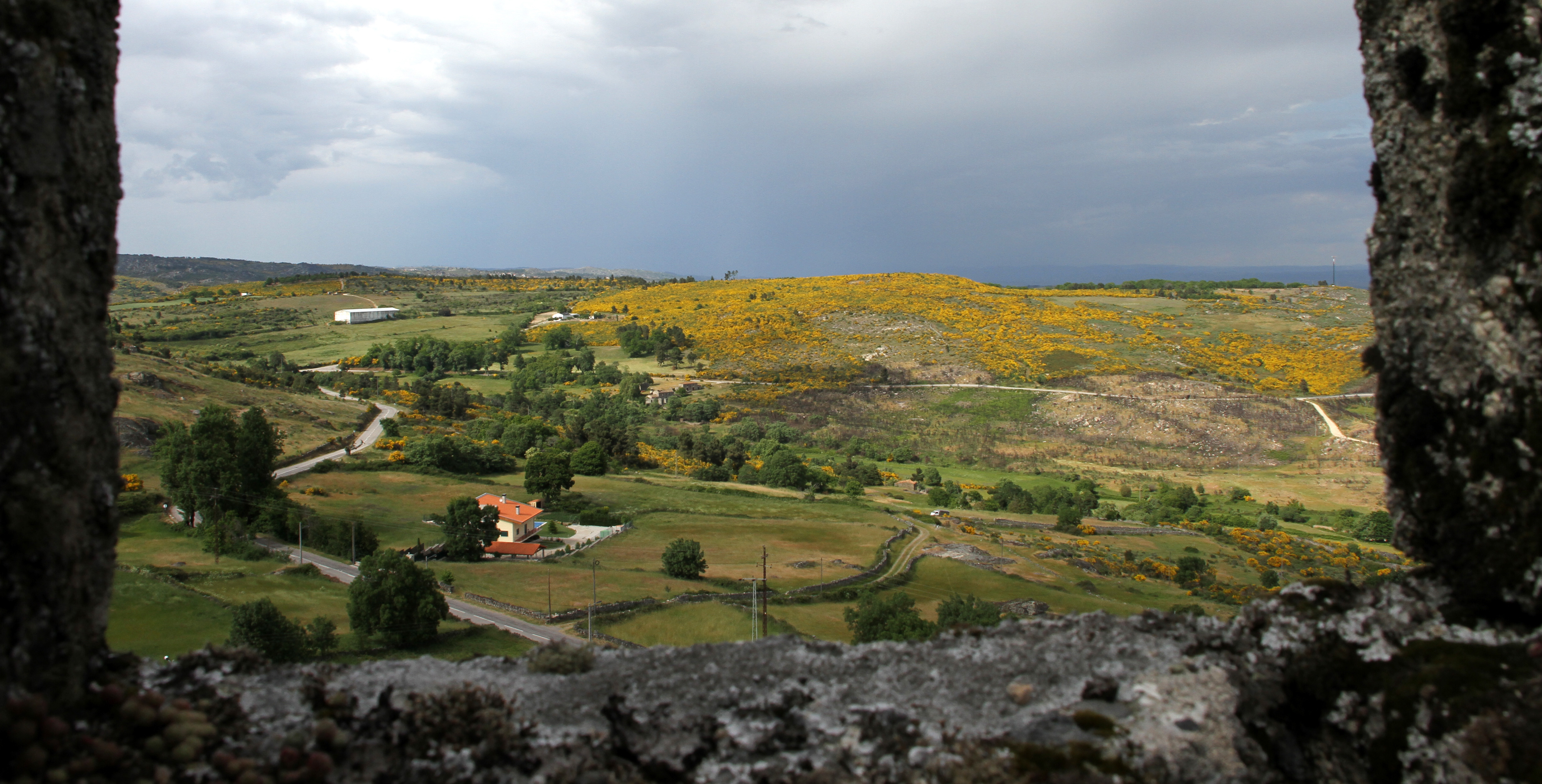

6. Vilares: Vilares, Carnicães
7. Aldeia Nova
8. Castanheira
9. Cogula
10. Cótimos
11. Fiães
12. Granja
13. Guilheiro
14. Moimentinha
15. Moreira de Rei
16. Palhais
17. Póvoa do Concelho
18. Reboleiro
19. Rio de Mel
20. Tamanhos
21. Valdujo

- Trancoso